# Georges Servantier
Georges Servantier naît le 8 avril 1867 à Paris. En 1920, il devient membre du Comité directeur du Parti communiste (PC) et le demeure jusqu'en 1922. Il meurt en juin 1931.

## Biographie
Selon une source, Georges Servantier est employé communal à Drancy. Durant la Première Guerre mondiale, il est administrateur du Populaire. Par ailleurs, il milite à la 19e section de Paris du Parti socialiste SFIO. En 1918, il devient membre de la commission de contrôle du parti. Il le demeure jusqu'en 1920 et, en 1919, est candidat aux élections municipales dans le quartier de Rochechouart.
Membre du Comité de Reconstruction de l'Internationale, à la veille du congrès de Tours, en 1920, il se rallie à la motion en faveur de l'adhésion à la IIIe Internationale et devient membre du Comité directeur du PC. Le congrès suivant, à Marseille en 1921, le reconduit au Comité directeur mais en position de suppléant. Il est, alors, secrétaire de la 19e section du PC et membre de la commission exécutive de la Fédération de la Seine.
En 1923, il quitte le PC avec les « Résistants » à l'Internationale communiste et devient secrétaire de la Fédération de la Seine du Parti communiste unitaire, puis milite à la 19e section du Parti d'unité prolétarienne. 

## Source
- Dictionnaire biographique du mouvement ouvrier français, Les Éditions de l'Atelier, 1997.